# بينجامين كاستيلو فالديز
بينجامين كاستيلو فالديز هو سياسي مكسيكي، ولد في 30 مارس 1959 في مكسيكالي في المكسيك. نشط حزبياً في الحزب الثوري المؤسساتي. وقد انتخب عضو مجلس النواب المكسيك ‏.